# Ємельяненко Сава Дмитрович
Сава Дмитрович Ємельяненко (нар. 23 грудня 1899, село Старий Мерчик Харківської губернії, тепер Валківського району Харківської області  — 10 грудня 1967, Київ) — український радянський і державний діяч, народний комісар харчової промисловості Української РСР. Кандидат у члени ЦК КП(б)У в травні 1940 — серпні 1946 року. Член ЦК КП(б)У в серпні 1946 — січні 1949 року. 

## Біографія
Народився в робітничій родині. Закінчив Старомерчицьку земську школу. Працював робітником на Харківській кондитерській фабриці.
З 1920 по 1922 рік служив у Червоній армії.
Член РКП(б) з 1924 року.
З 1928 року — заступник директора та директор ряду підприємств харчової промисловості у Харкові.
До 1939 року — директор Київської кондитерської фабрики імені Карла Маркса.
4 травня 1939 — 20 листопада 1946 року — народний комісар (міністр) харчової промисловості Української РСР.
Під час німецько-радянської війни служив уповноваженим Військових рад Південного, Сталінградського, Південно-Західного фронтів. 
У січні 1947 — 1960 року — директор Київської кондитерської фабрики імені Карла Маркса.

## Нагороди
- орден «Знак Пошани» (16.11.1942)
- медаль «За перемогу над Німеччиною у Великій Вітчизняній війні 1941—1945 рр.» (1945)